# Sport1

La logo di Sport 1

Sport1 (fino all'11 aprile 2010 noto come Deutsches Sportfernsehen, DSF), è un canale televisivo tedesco il cui palinsesto è incentrato sulla programmazione di sport. La programmazione sportiva è spesso pomeridiana e segue televendite o quiz show vari.
Le trasmissioni iniziarono il 1º gennaio 1993 sulla frequenza del canale Tele 5, che in precedenza aveva rilevato il canale musicale musicbox l'11 gennaio 1988. Sport1 trasmette tutti i giorni della settimana 24 ore al giorno via satellite sulla piattaforma Astra a 19,2° est, via cavo e via terrestre. La sede dell'emittente è a Ismaning, nei pressi di Monaco di Baviera.
Nel febbraio 2005 la EM.TV AG divenne la nuova proprietaria dell'allora DSF succedendo alla KarstadtQuelle AG e all'investitore svizzero Hans-Dieter Cleven. L'amministratore delegato è Željko Karajica.

## Programmazione sportiva
- Calcio: Bundesliga, 2.Liga, Europa League, Premier League, FA Cup, calcio giovanile.
- Tennis: Torneo di Wimbledon, coppa Davis, Master Series di Amburgo, Halle Open, Stuttgart Open.
- Pallamano
- Pallacanestro: NBA Action.
- Automobilismo: Formula 1, Deutsche Tourenwagen Masters, campionato del mondo GT, F3 Euro Series, rally, 24 Ore di Le Mans.
- Hockey su ghiaccio
- Atletica leggera
- Golf
- Rugby union
- Pallavolo
- Pugilato
- Kickboxing
- Wrestling: WWE Tuesday Night SmackDown Live
- Freccette: World Professional Darts Championship, Premier League Darts, World Series.
- Poker
- Ippica

## Storia
Durante gli anni 90 il canale vive un periodo di grande importanza, connotato da un palinsesto ricco (sport USA, Calcio internazionale, pugilato, programmi di automobilismo). Rimane a lungo l'unica tv gratuita in Europa a trasmettere in chiaro le partite della NBA (trasmettendo una media di 3 partite settimanali, una in diretta la domenica, oltre a varie partite in diretta durante i play off ed a rubriche settimanali e highlights quotidiani), prima di essere schiacciata dal potere economico delle pay-tv (Première in Germania) e dai crescenti costi dei diritti tv per trasmettere eventi sportivi rilevanti. Oggi rimane ben poco di quello che nei primi anni di vita è stato un ottimo canale monotematico.

## Critiche
I critici lamentano il fatto che la pubblicità, i quiz telefonici in diretta e i contenuti erotici occupino molte ore di programmazione, tanto che in realtà DSF non si possa propriamente definire un canale sportivo. Di contro viene posto in rilevanza l'aumento dei costi relativi ai diritti televisivi inerenti allo sport e all'impossibilità di mantenere una programmazione sportiva adeguata in chiaro senza i ricavi economici derivanti da tali trasmissioni, che riescono in parte a sopperire.
La significativa presenza del gioco del poker nel proprio palinsesto ha suscitato critiche dall'autorità garante per i minori riguardo alla promozione del gioco d'azzardo ai danni di bambini e giovani. Allo stesso modo, critiche sono state avanzate per i contenuti erotici.